# Tylophora oculata
Tylophora oculata är en oleanderväxtart som beskrevs av Nicholas Edward Brown. Tylophora oculata ingår i släktet Tylophora och familjen oleanderväxter. Inga underarter finns listade i Catalogue of Life.